# Anas sparsa
Anas sparsa е вид птица от семейство Патицови (Anatidae).

## Разпространение
Видът е разпространен в Ангола, Ботсвана, Бурунди, Габон, Гвинея, Екваториална Гвинея, Еритрея, Етиопия, Замбия, Зимбабве, Камерун, Демократична република Конго, Кения, Лесото, Малави, Мозамбик, Намибия, Нигерия, Руанда, Судан, Свазиленд, Танзания, Уганда, Южна Африка и Южен Судан.